# 올레바노로마노
올레바노로마노(이탈리아어: Olevano Romano)는 이탈리아 라치오주 로마현에 위치한 코무네다. 로마로부터 동쪽 45km 거리에 있다.
체사네세(Cesanese) 포도와 질 좋은 올리브 기름을 생산한다.